# Stephan Witasek
Stephan Witasek,  född 1870, död den 18 april 1915 i Graz, var en österrikisk psykolog.
Witasek, som blev professor i Graz 1907, var Meinongs lärjunge och skrev bland annat Grundzüge der allgemeìnen Ästhetik (1904) och Grundlinien der Psychologie (1908).